# Pertusadina multifolia
Pertusadina multifolia là một loài thực vật có hoa trong họ Thiến thảo. Loài này được (Havil.) Ridsdale miêu tả khoa học đầu tiên năm 1978.